# 於丈の方
於丈の方（おじょうのかた、生没年不詳）は、戦国時代の女性。松平家広の正室。

## 略歴
水野忠政の娘。初め従兄弟の水野成清（常陸守）に嫁いだが成清の死後、再婚し松平家広の妻になったという。
しかし水野勝剛の系譜には初め成清の元へ嫁いだ記録はない。
水野信元が家督を継いで松平氏との同盟を破棄して妹の於大の方が松平広忠と離縁したときに彼女も離縁したと伝えられている（『松平記』）。しかし、彼女が家広の嫡男・家忠を生んだのは於大の離縁から数年後で、その頃に家忠が今川氏に攻められているために離縁は事実ではないと考えられている。